# Poursac

Poursac este o comună în departamentul Charente, Franța. În 1 ianuarie 2022 avea o populație de 195 de locuitori.